# Когенайм
Когенайм (фр. Kogenheim [kogənhaim] или [kogənaim]) — коммуна на северо-востоке Франции в регионе Гранд-Эст (бывший Эльзас — Шампань — Арденны — Лотарингия), департамент Нижний Рейн, округ Селеста-Эрстен, кантон Эрстен. До марта 2015 года коммуна административно входила в состав упразднённого кантона Бенфельд (округ Селеста-Эрстен).
Площадь коммуны — 11,77 км², население — 1049 человек (2006) с тенденцией к росту: 1178 человек (2013), плотность населения — 100,1 чел/км².

## Население
Население коммуны в 2011 году составляло 1107 человек, в 2012 году — 1117 человек, а в 2013-м — 1178 человек.
| 1962 | 1968 | 1975 | 1982 | 1990 | 1999 | 2006 | 2008 | 2011 | 2012 | 2013 |
| ---- | ---- | ---- | ---- | ---- | ---- | ---- | ---- | ---- | ---- | ---- |
| 1033 | 1064 | 936  | 932  | 867  | 842  | 1049 | 1095 | 1107 | 1117 | 1178 |

Динамика населения:

## Экономика
В 2010 году из 730 человек трудоспособного возраста (от 15 до 64 лет) 567 были экономически активными, 163 — неактивными (показатель активности 77,7 %, в 1999 году — 71,6 %). Из 567 активных трудоспособных жителей работал 521 человек (284 мужчины и 237 женщин), 46 числились безработными (19 мужчин и 27 женщин). Среди 163 трудоспособных неактивных граждан 60 были учениками либо студентами, 68 — пенсионерами, а ещё 35 — были неактивны в силу других причин.

## Достопримечательности (фотогалерея)

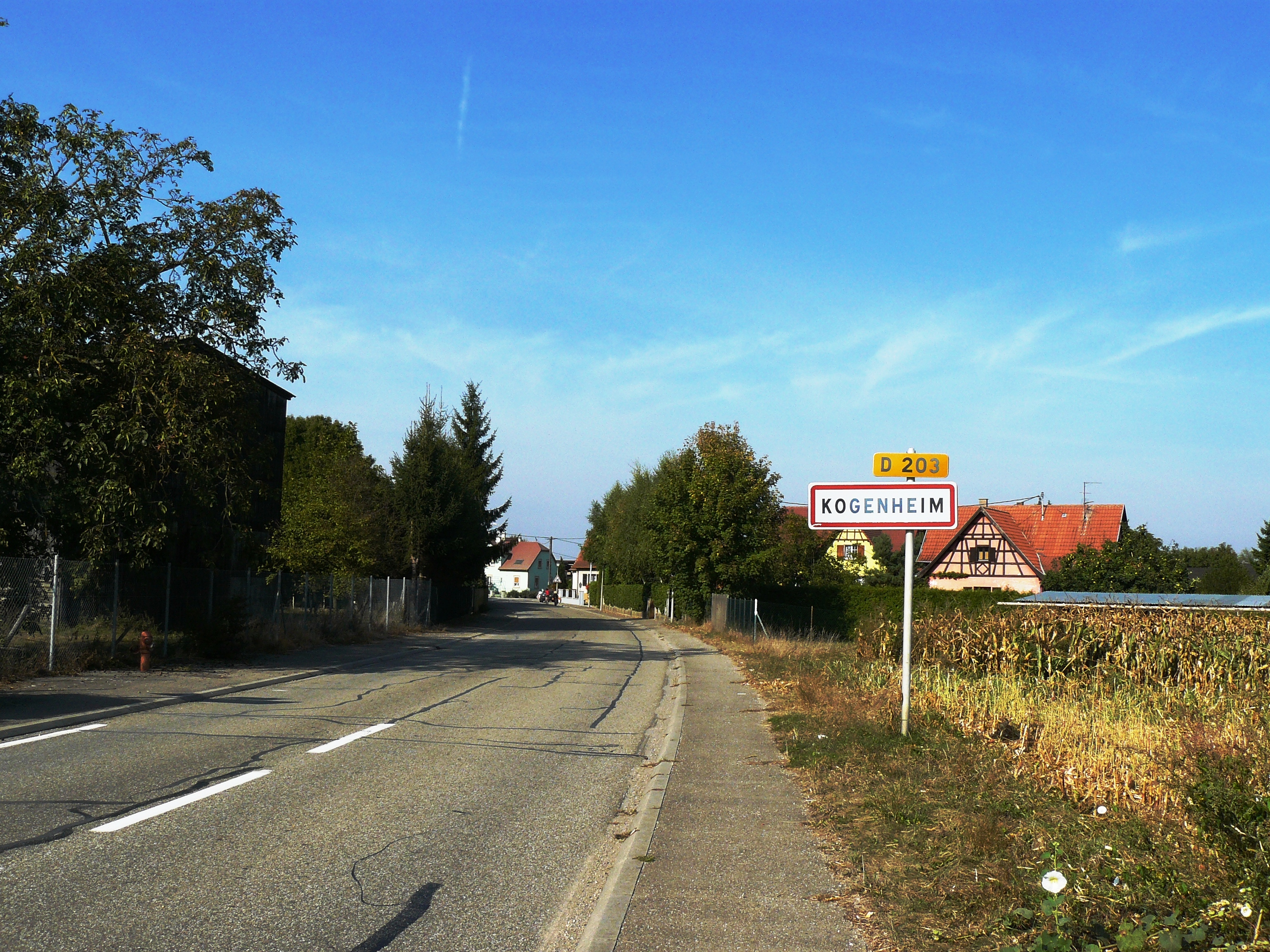
На въезде
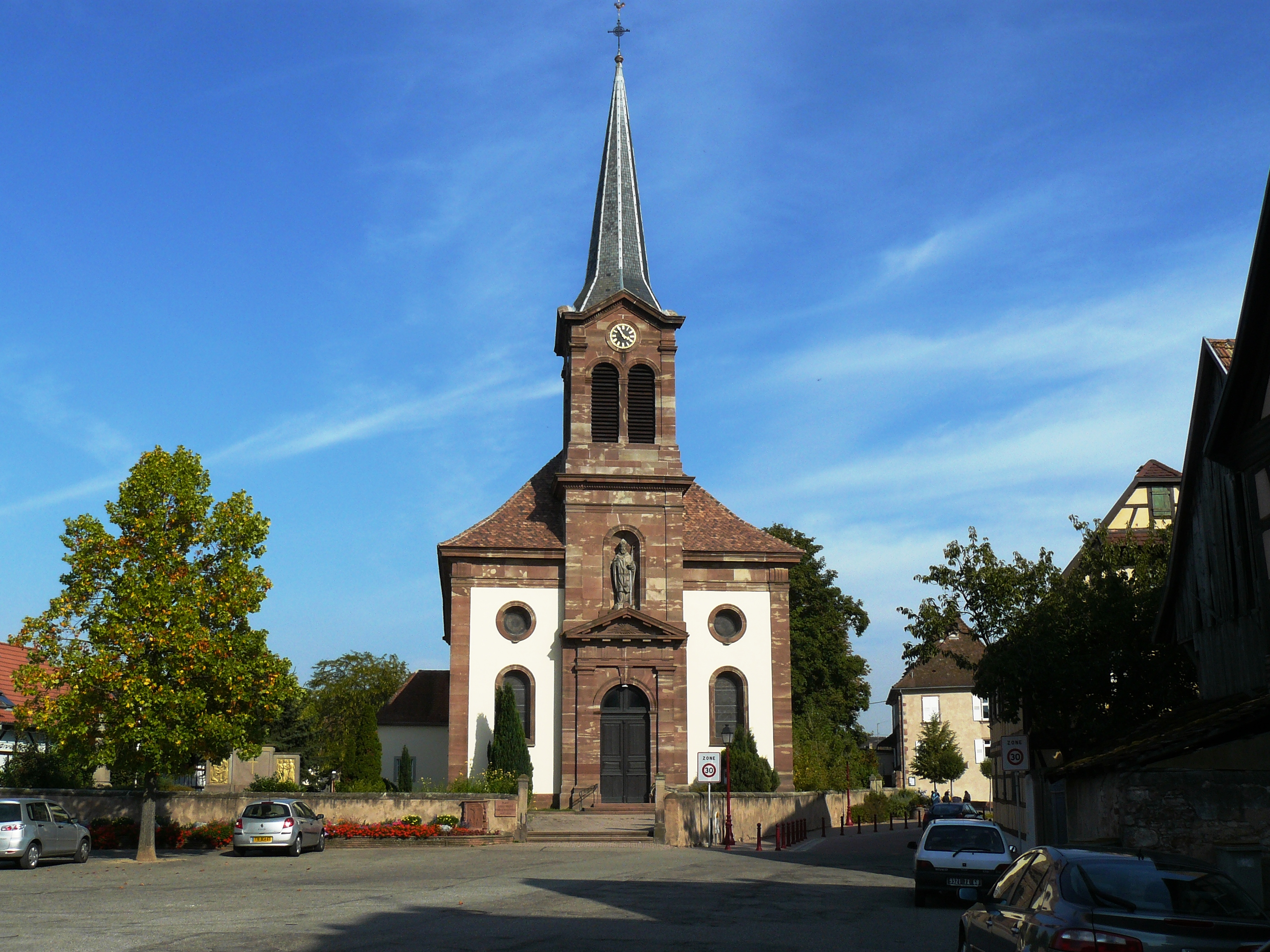
Церковь
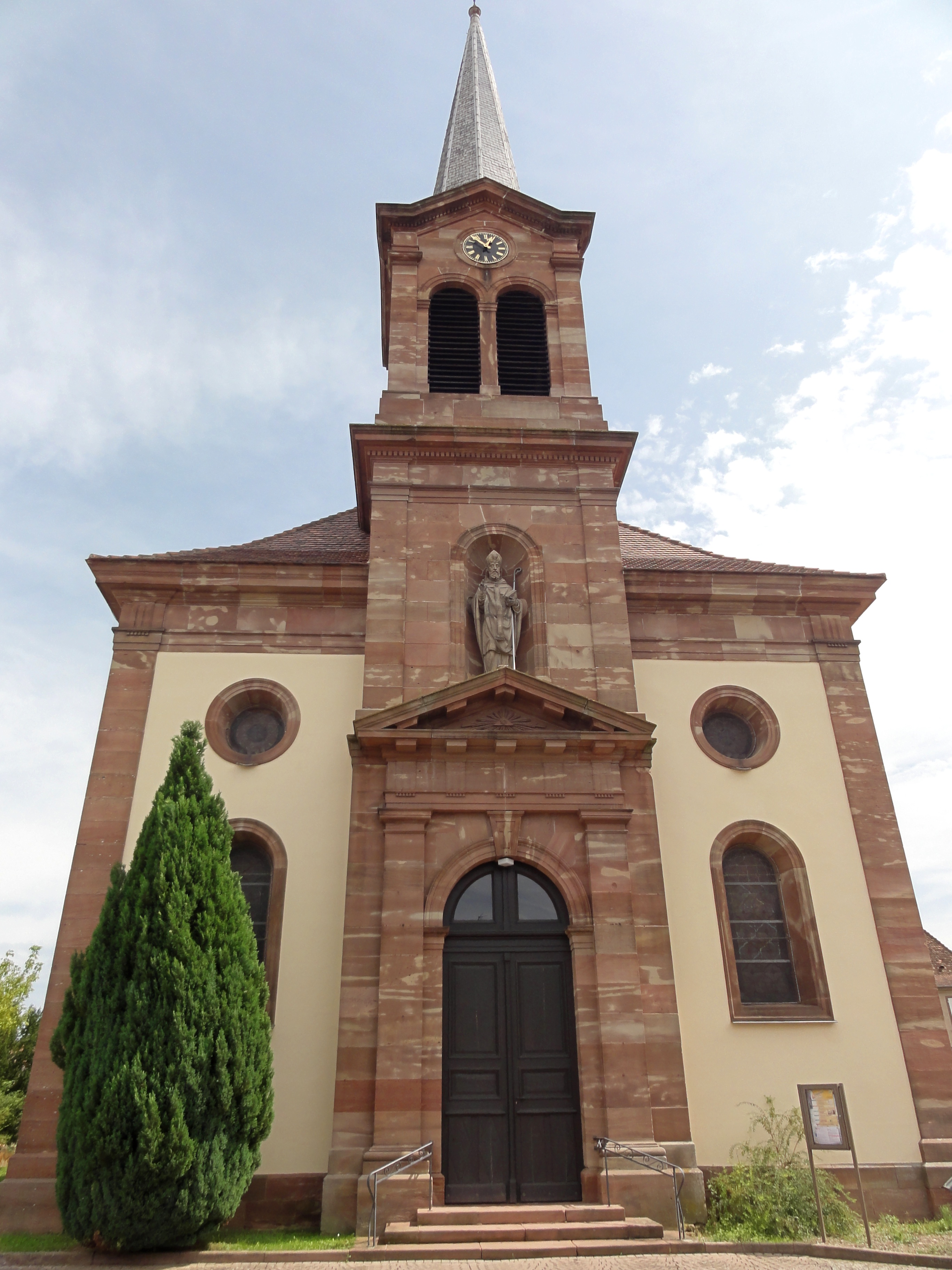
Фасад и портал
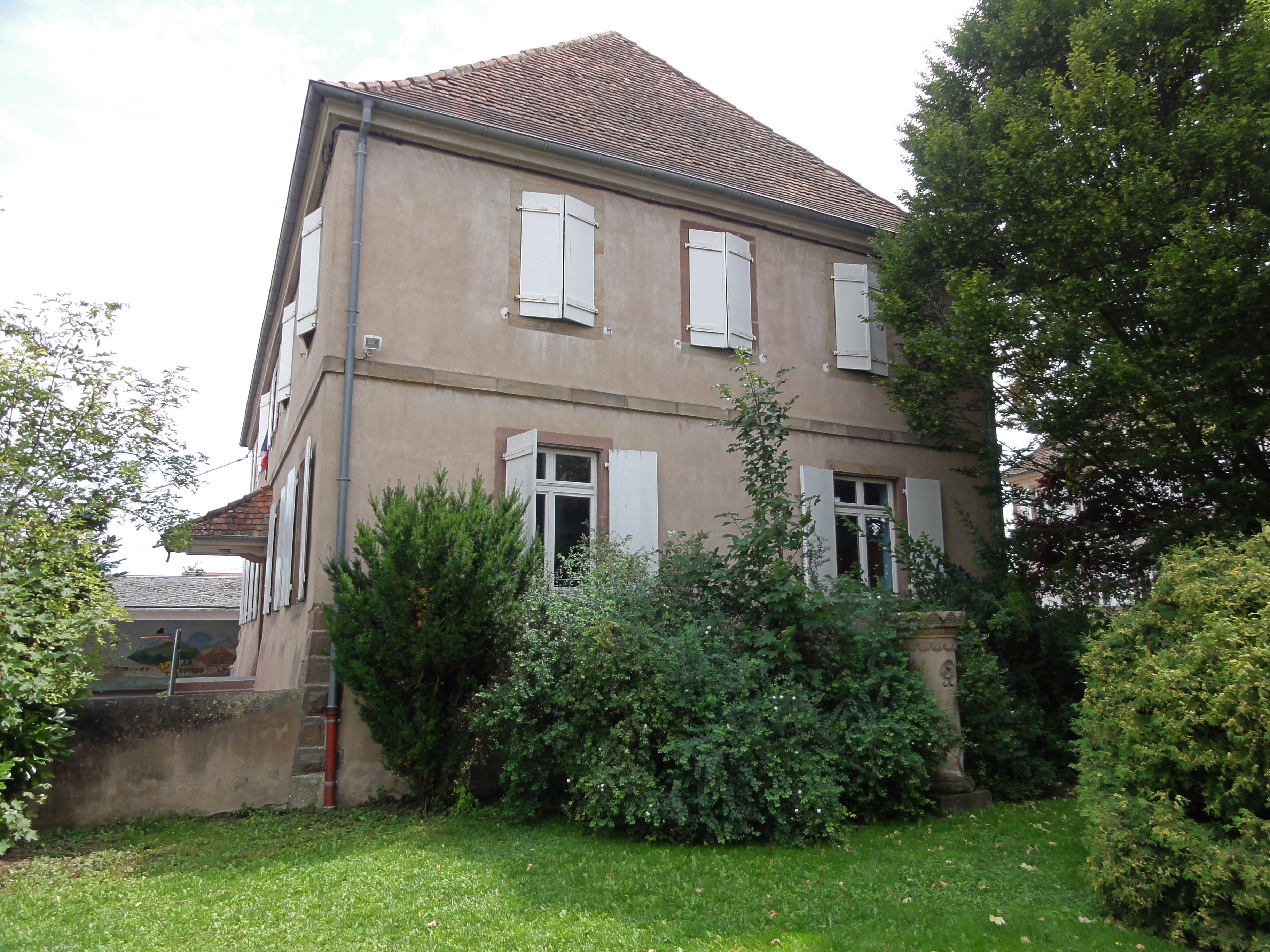
Пресвитерия
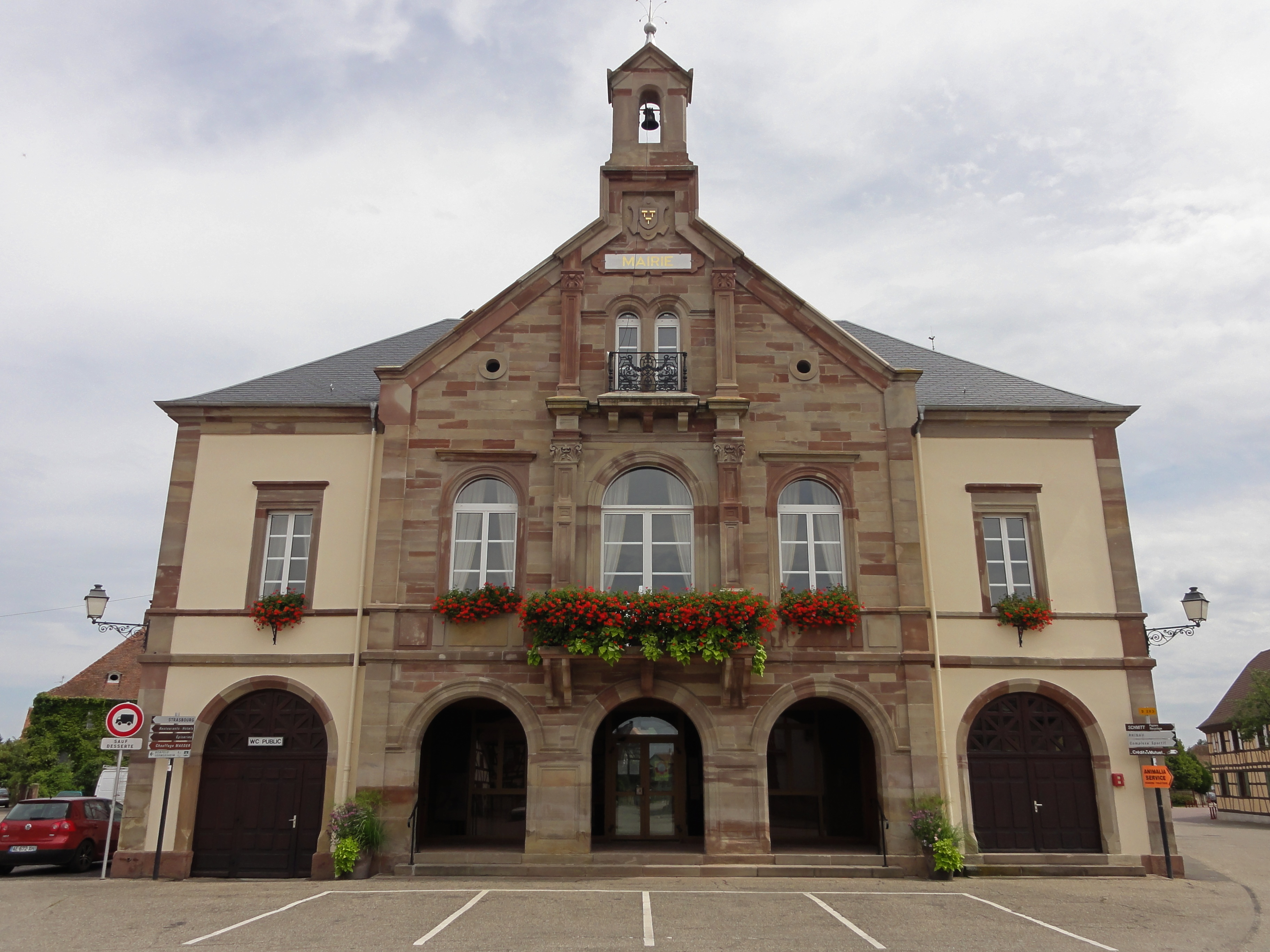
Здание мэрии
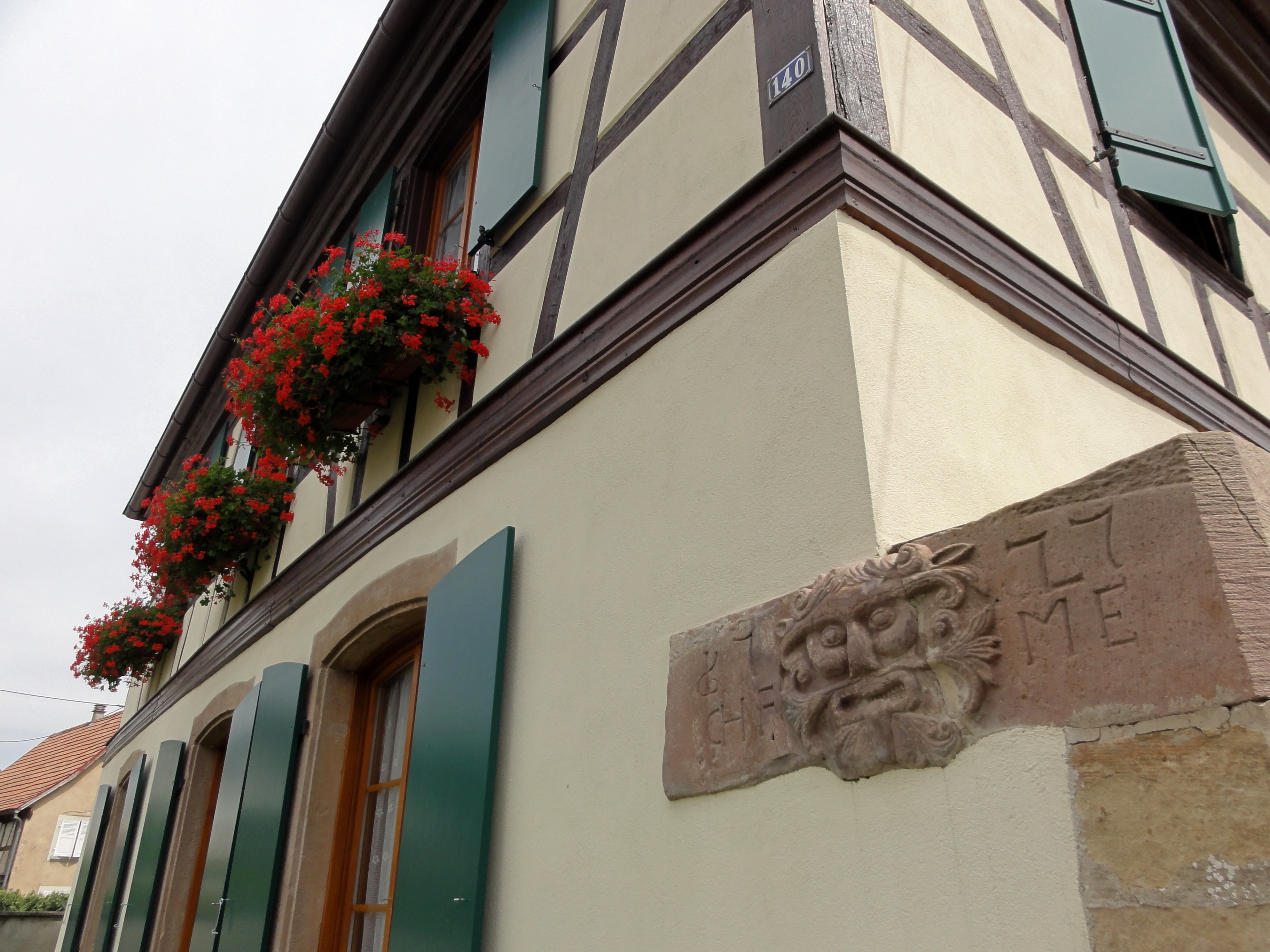
Барельеф
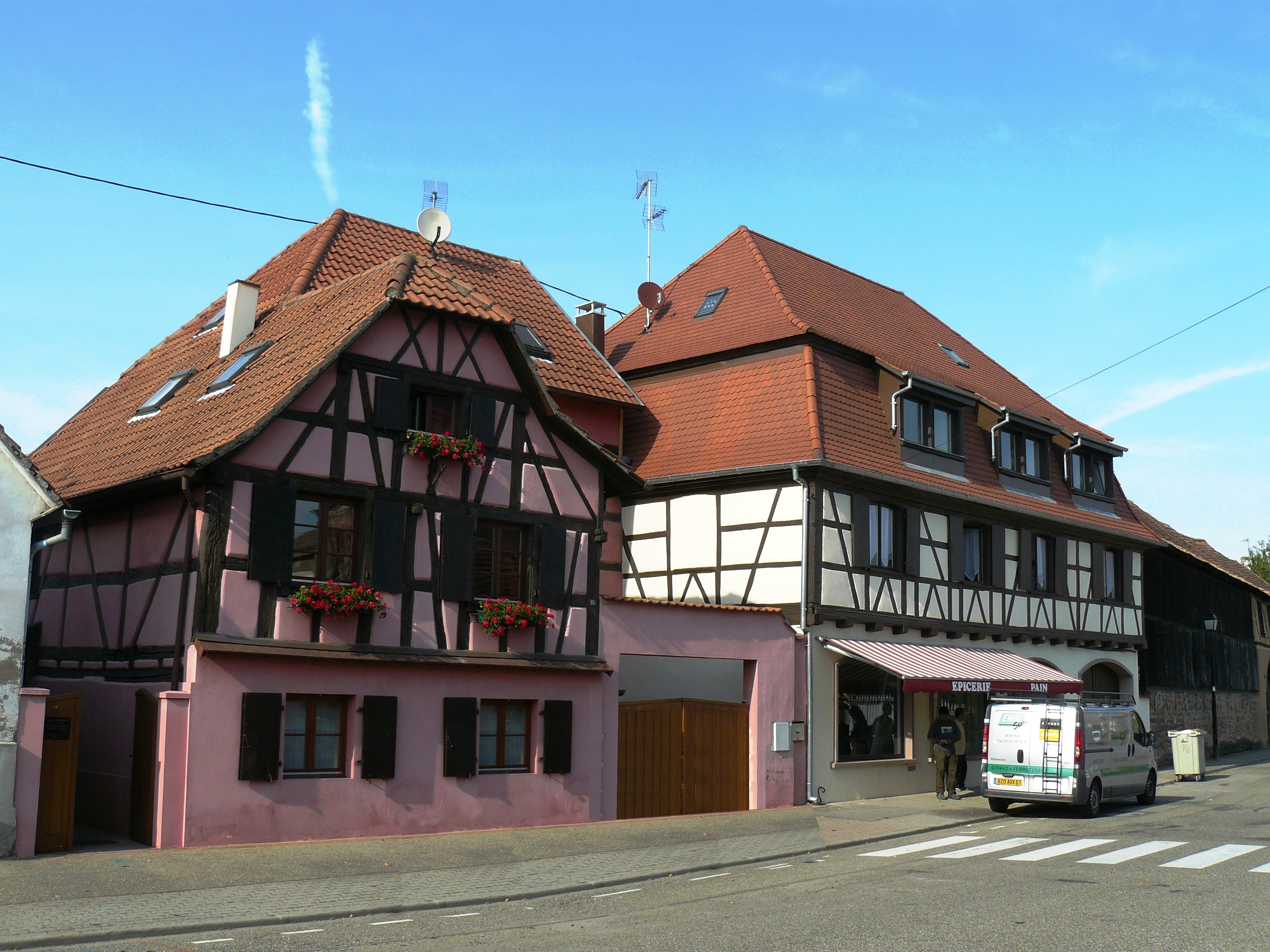
На улице